# Seama
Seama ist ein Dorf im Cibola County im US-Bundesstaat New Mexico. Das U.S. Census Bureau hat bei der Volkszählung 2020 eine Einwohnerzahl von 478 ermittelt.
Das Dorf hat eine Fläche von 13,8 km². Seama liegt am Interstate 40.